# Lovranska Draga
Lovranska Draga (en italien : Dosso di Laurana) est une localité de Croatie située en Istrie et dans la municipalité de Lovran, comitat de Primorje-Gorski Kotar. En 2001, la localité comptait 71 habitants.

## Démographie
| 1948 | 1953 | 1961 | 1971 | 1981 | 1991 | 2001 |
| ---- | ---- | ---- | ---- | ---- | ---- | ---- |
| 199  | 183  | 149  | 137  | 120  | 91   | 71   |